# Yul Brynner
Julij Borisovič Briner, noto come Yul Brynner, talvolta scritto anche Brinner (in russo Юлий Борисович Бринер?; Vladivostok, 11 luglio 1920 – New York, 10 ottobre 1985), è stato un attore russo naturalizzato statunitense. 
È entrato nella storia del cinema per aver interpretato ruoli da protagonista in alcuni colossal fra gli anni '50 e '60.

## Biografia

### Le origini controverse e gli inizi
Figlio di Boris Briner e Marusja Blagovidova, Brynner sostenne con la stampa statunitense di essere nato nel 1915 sull'isola russa di Sachalin col nome di Tadje Khan, da un padre di nazionalità russa con origini in parte mongole e in parte siberiane. Esistono versioni differenti sia sulla data sia sul luogo di nascita. Yul Brynner e i suoi figli hanno cittadinanza del comune elvetico di Möriken-Wildegg.
Nacque a Vladivostok da padre russo di origine svizzera, il nonno paterno era un ingegnere minerario che si era trasferito a Vladivostok, e da madre russa con ascendenze buriate e rom. Lo stesso attore è sempre stato molto vicino al popolo e alla cultura rom ed è stato presidente onorario dell'Unione Mondiale Rom.
Sussistono dubbi sulla veridicità di quanto dichiarato da Brynner sul proprio anno di nascita: in primis perché su varie biografie sono attestati anche il 1912 e il 1920, in secondo luogo perché proprio quest'ultima data è riportata sulla sua tomba, che comunque non necessariamente costituisce prova definitiva. A ciò va aggiunto che in una biografia dell'attore pubblicata nel 2006, intitolata Empire and Odyssey: The Brynners in Far East Russia and Beyond, il figlio Yul Brynner II ("Rock" Brynner) smentisce le date dichiarate dal padre. I motivi per cui l'attore abbia dato informazioni inesatte non sono chiari.
Nel 1927, dopo la separazione dal marito, la madre di Brynner si trasferì prima a Harbin (Cina), dove Yul frequentò una scuola della YMCA, poi nel 1933 a Parigi. Qui Brynner esercitò vari mestieri, tra cui il chitarrista nei locali notturni parigini e il trapezista nel Cirque d'Hiver. Nel 1940 si trasferì negli Stati Uniti, stabilendosi a New York, dove studiò teatro con la compagnia di Michail Aleksandrovič Čechov. In questo periodo posò anche come modello per il famoso fotografo George Platt Lynes, in una serie di celebri foto di nudo integrale, che però furono rese pubbliche solo dopo la sua morte. Durante la seconda guerra mondiale lavorò come interprete in francese per l'esercito americano nelle trasmissioni destinate alla Resistenza francese. Nel 1946 iniziò a lavorare a Broadway come attore teatrale, poi nel 1949 debuttò come attore cinematografico nel film Il porto di New York, per la regia di László Benedek.

### Carriera cinematografica
Brynner raggiunse la celebrità negli anni cinquanta, quando interpretò con successo il re del Siam nel musical teatrale The King and I. Lo spettacolo arrivò fino a Broadway e gli valse il Tony Award come miglior attore. Sull'onda del successo teatrale, i produttori cinematografici Charles Brackett e Darryl F. Zanuck acquisirono i diritti della pièce per trarne un film, affidando la regia a Walter Lang e i ruoli dei due protagonisti ancora una volta a Brynner e a Deborah Kerr. Il film Il re ed io (1956) riscosse un grande successo e lanciò l'attore anche sul grande schermo, procurandogli l'Oscar per la migliore interpretazione maschile. Nel ricevere il premio dalle mani di Anna Magnani, Brynner pronunciò una battuta molto citata: "Spero non sia un errore, perché non lo darò indietro per nulla al mondo". La scena del ballo tra i due attori protagonisti, sulle note di Shall We Dance?, è diventata un cult del grande schermo, più volte citata in altri film, come nella commedia Due padri di troppo (1997), con Robin Williams e Billy Crystal. Il film ispirò anche una serie televisiva intitolata Anna ed io, trasmessa nel 1972, in cui Brynner ebbe come partner Samantha Eggar nel ruolo che fu di Deborah Kerr.
Sempre nel 1956 Brynner affrontò un altro ruolo fondamentale per la sua carriera: quello del faraone Ramses II nel kolossal I dieci comandamenti, in cui recitò al fianco di Charlton Heston che interpretava il ruolo di Mosè. Brynner offrì un'altra memorabile interpretazione, che gli valse la definitiva consacrazione nel panorama delle nuove star hollywoodiane. Nello stesso anno fu interprete di Anastasia, in cui recitò al fianco di Ingrid Bergman.

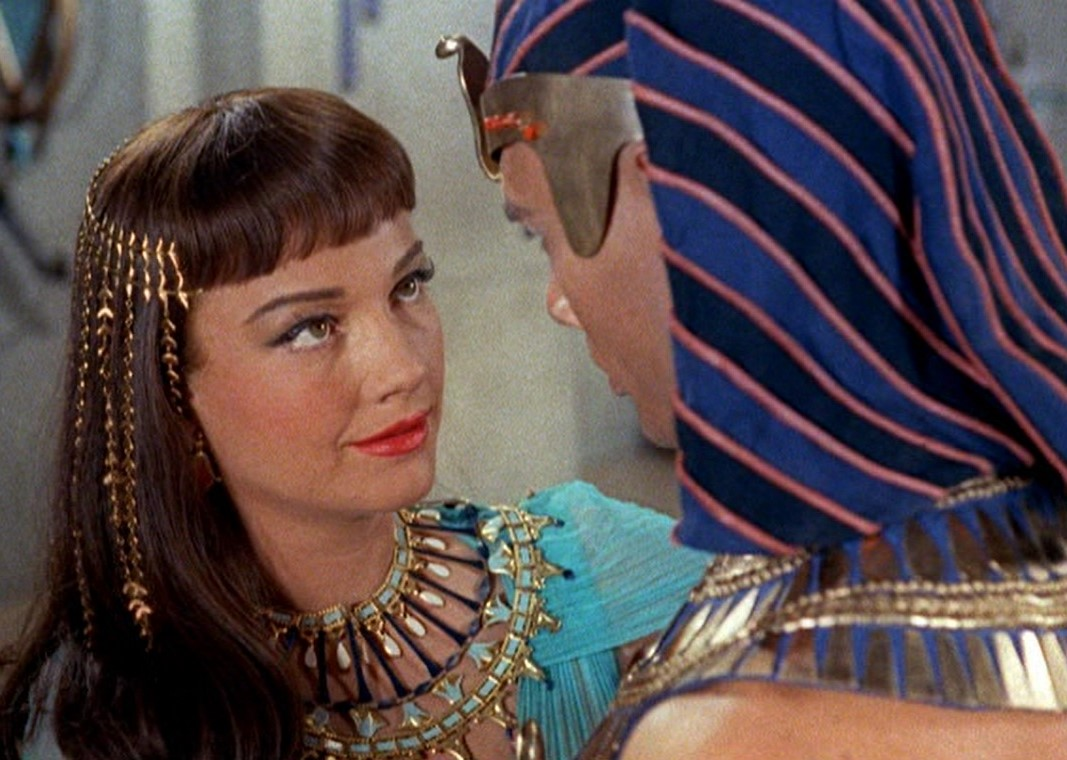
Yul Brynner con Anne Baxter in I dieci comandamenti (1956) di Cecil B. DeMille

Da segnalare la sua partecipazione al kolossal Salomone e la regina di Saba (1959), ultimo film diretto da King Vidor, al fianco di Gina Lollobrigida, in cui sostituì Tyrone Power, morto durante le riprese.
Nel 1960 la sua carriera toccò l'apice con l'interpretazione del personaggio che forse rimase più impresso nell'immaginario collettivo: il pistolero Chris Adams nel film I magnifici sette. Questo indimenticabile western, diretto da John Sturges e ispirato a I sette samurai di Akira Kurosawa, aveva un cast eccezionale: Steve McQueen, Charles Bronson, James Coburn, Eli Wallach, Robert Vaughn, Brad Dexter e il giovane Horst Buchholz; inoltre la colonna sonora entrò nella storia del cinema. Il film ottenne un successo enorme ai botteghini di tutto il mondo per la raffinatezza stilistica e di racconto e, soprattutto, grazie alla caratterizzazione di alcuni personaggi attorno ai quali ruota la vicenda, che rimane in larga parte debitrice all'originale film giapponese, dal quale sono riprese molte situazioni. La pellicola ebbe un sequel, Il ritorno dei magnifici sette (1966), diretto da Burt Kennedy, in cui Brynner interpretò nuovamente il ruolo di Chris Adams.
All'epoca si vociferò che Brynner avesse posto il veto alla partecipazione al sequel di Steve McQueen, con cui aveva avuto probabilmente dei dissapori; tuttavia lo stesso McQueen mostrò scarso interesse per il progetto. Il film ebbe un discreto successo al botteghino, tanto da generare due ulteriori sequel, Le pistole dei magnifici sette (1969) e I magnifici sette cavalcano ancora (1972), a cui tuttavia Brynner non partecipò.
Nel corso degli anni sessanta Brynner offrì interpretazioni in film di grande successo come I morituri (1965), in cui recitò al fianco di Marlon Brando, e La pazza di Chaillot (1969), con Katharine Hepburn. Sul finire del decennio la sua carriera sembrava però avviata al declino. Approdò quindi ai B movie, in cui interpretò ruoli che erano sostanzialmente caricature di quelli storici che lo avevano portato al successo, tra i quali il pistolero nel western italiano Indio Black, sai che ti dico: sei un gran figlio di... (1970). Nel 1973 partecipò al fantascientifico Il mondo dei robot, dove interpretò un pistolero-automa, ironica rivisitazione del personaggio di Chris Adams de I magnifici sette; Brynner apparve appesantito e invecchiato, in un ruolo quasi totalmente privo di battute. Il film tuttavia rilanciò temporaneamente la sua carriera e ottenne un ottimo riscontro di pubblico, arrivando ad avere un sequel nella pellicola Futureworld - 2000 anni nel futuro (1976). Partecipa anche al suo unico film del genere poliziesco all'italiana, accanto a Martin Balsam, Barbara Bouchet e Massimo Ranieri, Con la rabbia agli occhi (1976), girato tra New York e Napoli, interpreta un killer che vendica la morte del fratello, aiutato da Ranieri.
Attore poliedrico e versatile sia in ruoli drammatici che in ruoli più leggeri, Brynner aveva uno sguardo penetrante che seppe sfruttare al meglio nella caratterizzazione di personaggi duri, autoritari, carismatici, che trovarono naturale collocazione all'interno di vicende eroiche, all'epoca raccontate per lo più in film biblici, di guerra o western.

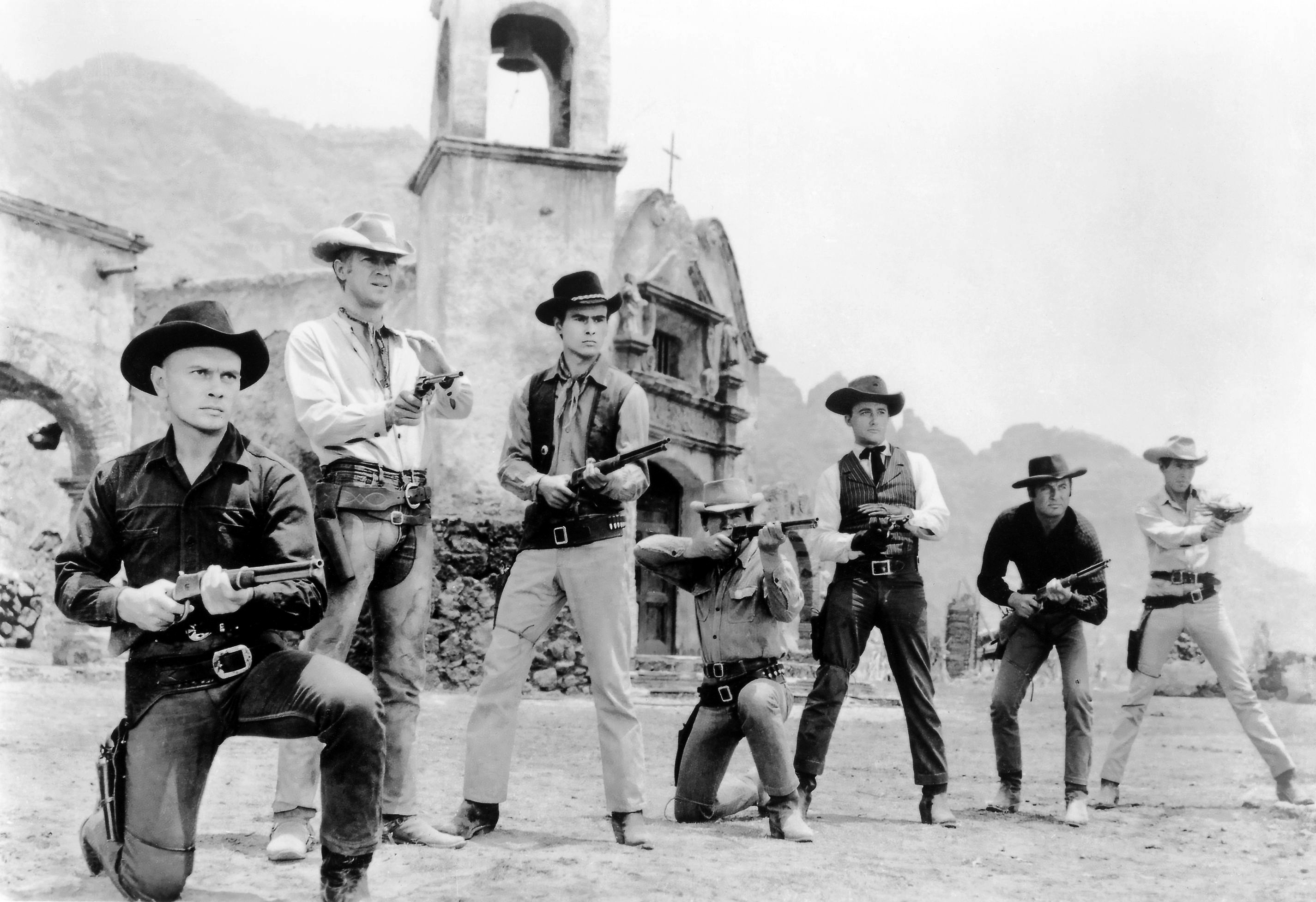
Brynner (primo a sinistra) ne I magnifici sette

### "Alla Yul Brynner"
All'epoca del suo massimo successo, Brynner fu considerato un sex symbol anche grazie a quella che divenne la sua inconfondibile caratteristica: il capo rasato. L'attore vi ricorse per interpretare il ruolo del re del Siam nel 1951 e da allora, visto il successo riscontrato con quell'inedito look, non cambiò mai stile.
Ancora si sente spesso l'espressione "alla Yul Brynner" per designare la rasatura a zero dei capelli e nella cultura popolare abbondano le espressioni di questo genere.
Brynner apparve nuovamente con i capelli in alcuni film, come Salomone e la regina di Saba (1959), Taras il magnifico (1962), Viva! Viva Villa! (1968).

## Vita privata
Yul Brynner si sposò quattro volte.
- Il 6 settembre 1944 sposò l'attrice Virginia Gilmore, da cui il 23 dicembre 1946 ebbe un figlio, Yul Brynner II, soprannominato "Rock" da suo padre in onore del pugile Rocky Graziano, vincitore del titolo mondiale dei pesi medi nel 1947. Brynner e la Gilmore divorziarono nel 1960. Rock, diventato uno scrittore di discreto successo, nel 2006 ha scritto un libro sul padre e sulla storia della sua famiglia, intitolato Empire and Odyssey: The Brynners in Far East Russia and Beyond.

- Il 31 marzo 1960, durante le riprese de I magnifici sette, Yul sposò la modella Doris Kleiner. La loro unica figlia, Victoria, nata nel novembre 1962, ebbe come madrina Audrey Hepburn. La coppia divorziò nel 1967.
- Il 24 settembre 1971 sposò Jacqueline de Croisset, vedova del pubblicitario Philippe de Croisset. La coppia adottò due bambini vietnamiti, Mia (1974) e Melody (1975), e divorziò nel 1981.
- Il 4 aprile 1983 sposò la malaysiana Kathy Lee, che nel 1985 fu con lui sulle scene di Broadway come ballerina, nell'ultimo suo revival de Il re ed io.

Durante gli anni '50 gli furono attribuite varie relazioni, tra cui quelle con Marlene Dietrich, Joan Crawford e Judy Garland. 
Brynner fu un grande appassionato di fotografia e un eccellente fotografo. I suoi scatti, che ritraggono anche momenti di svago in famiglia e sul set, sono stati raccolti in quattro volumi.
Fu anche un ottimo chitarrista: esiste ancora il video di qualche sua esibizione.
Secondo quanto riferito da sua figlia Victoria in un'intervista, pare che nell'ultima parte della sua vita Brynner fosse diventato buddista.

Fumatore fino al 1971, nel 1985 Brynner si ammalò di cancro ai polmoni. In quel periodo i pericoli connessi al fumo cominciavano a emergere con più chiarezza. Venuto a sapere delle sue condizioni (ormai era troppo tardi per essere curato), il 7 gennaio 1985 registrò un video nel quale lanciava un avvertimento sui danni provocati dal fumo, con la richiesta che venisse divulgato dopo la sua morte. Il video, che fu effettivamente reso pubblico, mostra un Brynner già provato dalla malattia che, dopo una breve premessa, lancia un drammatico monito guardando direttamente in camera: 
Ricoverato al New York-Presbyterian Weill Cornell Medical Center, morì il 10 ottobre 1985 e fu consegnato definitivamente alla storia del cinema mondiale. Quello stesso giorno morì anche Orson Welles, altro grandissimo della storia del cinema, con cui aveva anche recitato in La battaglia della Neretva.
Yul Brynner è poi stato cremato, e le sue ceneri sono state portate in Francia nel cimitero del monastero di Saint-Michel-de-Bois-Aubry, non lontano da Luzé, tra Tours e Poitiers. Il luogo della sepoltura è segnato solo da una semplice lapide di pietra che riporta nome, cognome, date di nascita e morte.
A Vladivostok la sua casa natale è stata trasformata in museo e gli è stata eretta una sua statua a grandezza naturale, che lo ritrae con i costumi del Re del Siam, nella classica posa più volte assunta nel film: gomiti larghi, pugni chiusi sui fianchi.

## Filmografia

### Cinema
- Il porto di New York (Port of New York), regia di László Benedek (1949)
- Il re ed io (The King and I), regia di Walter Lang (1956)
- I dieci comandamenti (The Ten Commandments), regia di Cecil B. DeMille (1956)
- Anastasia, regia di Anatole Litvak (1956)
- Karamazov (The Brothers Karamazov), regia di Richard Brooks (1958)
- I bucanieri (The Buccaneer), regia di Anthony Quinn (1958)
- Il viaggio (The Journey), regia di Anatole Litvak (1959)
- L'urlo e la furia (The Sound and the Fury), regia di Martin Ritt (1959)
- Salomone e la regina di Saba (Solomon and Sheba), regia di King Vidor (1959)
- Ancora una volta con sentimento (Once More, with Feeling!), regia di Stanley Donen (1960)
- Il testamento di Orfeo (Le testament d'Orphée, ou ne me demandez pas pourquoi!), regia di Jean Cocteau (1960)
- Pacco a sorpresa (Surprise Package), regia di Stanley Donen (1960)
- I magnifici sette (The Magnificent Seven), regia di John Sturges (1960)
- Le piace Brahms? (Goodbye Again), regia di Anatole Litvak (1961) (non accreditato)
- Fuga da Zahrain (Escape from Zahrain), regia di Ronald Neame (1962)
- Taras il magnifico (Taras Bulba), regia di J. Lee Thompson (1962)
- I re del sole (Kings of the Sun), regia di J. Lee Thompson (1963)
- I tre da Ashiya (Flight from Ashiya), regia di Michael Anderson (1964)
- Invito ad una sparatoria (Invitation to a Gunfighter), regia di Richard Wilson (1964)
- I morituri (Morituri), regia di Bernhard Wicki (1965)
- Combattenti della notte (Cast a Giant Shadow), regia di Melville Shavelson (1966)
- Il papavero è anche un fiore (Poppies Are Also Flowers), regia di Terence Young (1966)
- Il ritorno dei magnifici sette (Return of the Seven), regia di Burt Kennedy (1966)
- Agli ordini del Führer e al servizio di Sua Maestà (Triple Cross), regia di Terence Young (1966)
- Doppio bersaglio (The Double Man), regia di Franklin J. Schaffner (1967)
- Il lungo duello (The Long Duel), regia di Ken Annakin (1967)
- Viva! Viva Villa! (Villa Rides), regia di Buzz Kulik (1968)
- Quel maledetto ispettore Novak (The File of the Golden Goose), regia di Sam Wanamaker (1969)
- La battaglia della Neretva (Bitka na Neretvi), regia di Veljko Bulajić (1969)
- La pazza di Chaillot (The Madwoman of Chaillot), regia di Bryan Forbes e John Huston (1969)
- Le incredibili avventure del signor Grand col complesso del miliardo e il pallino della truffa, regia di Joseph McGrath (1969) – non accreditato
- Indio Black, sai che ti dico: sei un gran figlio di..., regia di Gianfranco Parolini (1970)
- Il faro in capo al mondo (The Light at the Edge of the World), regia di Kevin Billington (1971)
- Il romanzo di un ladro di cavalli (Romansa konjokradice), regia di Abraham Polonsky (1971)
- Catlow, regia di Sam Wanamaker (1971)
- ...e tutto in biglietti di piccolo taglio (Fuzz), regia di Richard Colla (1972)
- Il serpente (Le serpent), regia di Henri Verneuil (1973)
- Il mondo dei robot (Westworld), regia di Michael Crichton (1973)
- Gli avventurieri del pianeta Terra (The Ultimate Warrior), regia di Robert Clouse (1975)
- Futureworld - 2000 anni nel futuro (Futureworld), regia di Richard T. Heffron (1976)
- Con la rabbia agli occhi, regia di Antonio Margheriti (1976)
- Rosanne Six, regia di Frank Tolin (1976)
- Lost to the Revolution, regia di Tim Forbes (1980) – cortometraggio, voce
- The Love American, regia di Timothy Kolin (1982) – documentario

### Televisione
- Royal Playhouse (Fireside Theatre) – serie TV, episodio 1x01 (1949)
- Studio One – serie TV, episodi 1x15-2x23 (1949-1950)
- Omnibus – serie TV, episodio 1x16 (1953)
- Anna ed io (Anna and the King) – serie TV, 13 episodi (1972)

Partecipò inoltre alla rubrica pubblicitaria televisiva di Rai 1, Carosello, dal 1974 al 1976 insieme a Corinne Cléry e Gigi Bonos, pubblicizzando il brandy René Briand.

## Teatro
- La dodicesima notte di William Shakespeare, regia di Michael Chekhov e George Shdanoff, Little Theatre di Broadway (1941)
- The Moon Vine di Patricia Coleman, regia di John Cromwell, Morosco Theatre di Broadway (1943)
- Lute Song, libretto di Sidney Howard e Will Irwin, testi di Bernard Hanighen, colonna sonora di Raymond Scott, regia di John Houseman, Plymouth Theatre di Broadway (1946)
- The King and I, libretto di Oscar Hammerstein II, colonna sonora di Richard Rodgers, regia di John Van Druten, Saint James Theatre di Broadway (1951), tour statunitense (1952)
- Home Sweet Homer, libretto di Roland Kibbee e Albert Marre, testi di Charles Burr e Forman Brown, colonna sonora di Mitch Leigh, regia di Albert Marre, Palace Theatre di Broadway (1976)
- The King and I, libretto di Oscar Hammerstein II, colonna sonora di Richard Rodgers, regia di Yuriko, tour statunitense (1976), Uris Theatre di Broadway (1978), London Palladium di Londra (1979)
- The King and I, libretto di Oscar Hammerstein II, colonna sonora di Richard Rodgers, regia di Mitch Leigh, tour statunitense (1984), Broadway Theatre di Broadway (1985)

## Riconoscimenti
- Premio Oscar
  - 1957 – Miglior attore per Il re ed io
- Golden Globe
  - 1957 – Candidatura per il miglior attore in un film commedia o musicale per Il re ed io
- Hollywood Walk of Fame
  - 1960 – Stella
- National Board of Review Award
  - 1956 – Miglior attore per Il re ed io, Anastasia e I dieci comandamenti
- Tony Award
  - 1952 – Miglior attore protagonista in un musical per The King and I
  - 1985 – Premio alla carriera

## Doppiatori italiani
- Giuseppe Rinaldi in Salomone e la regina di Saba, Ancora una volta con sentimento, I magnifici sette, Taras il magnifico, Il ritorno dei magnifici sette, Con la rabbia agli occhi
- Emilio Cigoli in Karamazov, Il viaggio, L'urlo e la furia, Il lungo duello, Quel maledetto ispettore Novak
- Nando Gazzolo in I dieci comandamenti, I bucanieri, Fuga da Zahrain, La pazza di Chaillot
- Pino Locchi in I re del sole, Invito ad una sparatoria, I morituri, La battaglia della Neretva
- Stefano Sibaldi in Il re ed io, Anastasia
- Renato Turi in Combattenti della notte, Agli ordini del Führer e al servizio di Sua Maestà
- Sergio Rossi in Indio Black, sai che ti dico: sei un gran figlio di ..., Catlow
- Glauco Onorato in Il serpente, Il mondo dei robot
- Sergio Tedesco in Il papavero è anche un fiore
- Luigi Vannucchi in Il romanzo di un ladro di cavalli
- Oreste Rizzini in Anna ed io
- Renato Mori in Gli avventurieri del pianeta Terra